# ジェームズ・ウェザビー
ジェームズ・ウェザビー（James Weatherby、1733年 - 1794年）は、イギリスのジョッキークラブの職員。イギリス競馬界における重要な記録集である『レーシングカレンダー』と『ジェネラルスタッドブック』を出版し、ジョッキークラブの事務局長として記録編纂と事務管理体制の構築に貢献した。

## 経歴
1733年、イングランド北部ニューカッスル近郊の村にある農家に生まれる。前半生の詳細については不明で、生まれた村を離れニューカッスルでソリシターをしていた1770年ごろにジョッキークラブ会長チャールズ・バンベリー卿の誘いを受けてクラブの事務に携わるようになり、やがて事務局長として一切の事務を管轄するようになった。
1773年、すでに存在した競走記録集の発行権を編集者から奪う形でレース記録集『レーシングカレンダー』を独占的に刊行するようになった。1791年、ジョン・チェニーが刊行した世界初の年次報告の形式による競走記録集や競走馬の売買記録などの資料をもとに、それまでの活躍馬の血統とそれらの簡単な成績をまとめた『ジェネラルスタッドブック』を出版。ウェザビーはこれらの事業をなしたことにより、貴族ではなかったにもかかわらず上流階級の人間が集うクラブであったジョッキークラブにおいて確固たる地位を築くことに成功した。また、『レーシングカレンダー』の発行権と『ジェネラルスタッドブック』への登録事務はジョッキークラブの許可のもと、ウェザビーとその子孫の手で独占され続けている。